# Abberton (Essex)
Abberton is een civil parish in het bestuurlijke gebied Colchester, in het Engelse graafschap Essex.

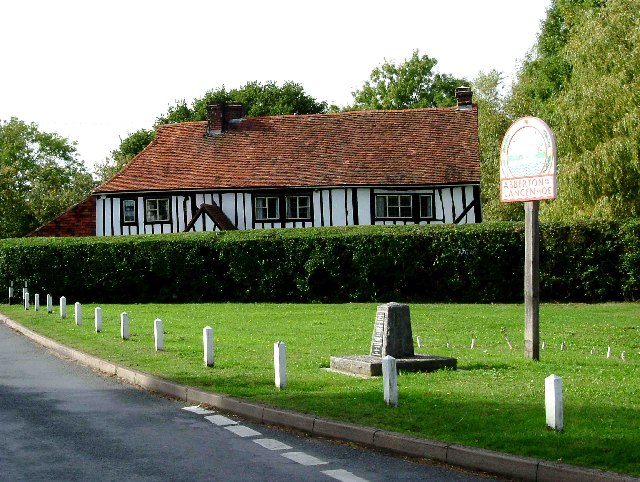
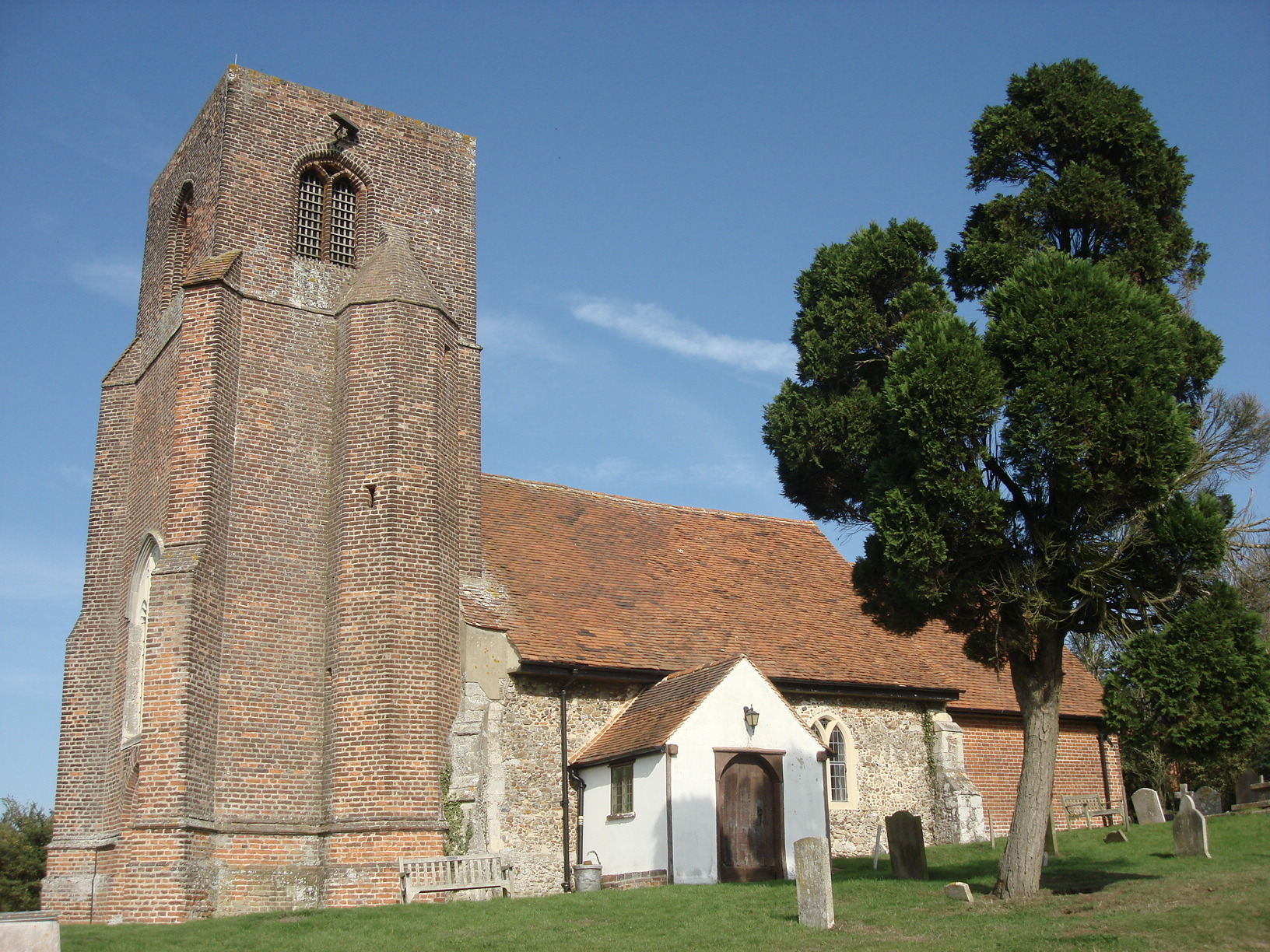